# Cantone di Belley
Il Cantone di Belley è una divisione amministrativa dell'arrondissement di Belley con capoluogo Belley.
A seguito della riforma approvata con decreto del 13 febbraio 2014, che ha avuto attuazione dopo le elezioni dipartimentali del 2015, è passato da 24 a 37 comuni.

## Composizione
I 24 comuni facenti parte prima della riforma del 2014 erano:
- Ambléon
- Andert-et-Condon
- Arbignieu
- Belley
- Brégnier-Cordon
- Brens
- Chazey-Bons
- Colomieu
- Conzieu
- Cressin-Rochefort
- Izieu
- Lavours
- Magnieu
- Massignieu-de-Rives
- Murs-et-Gélignieux
- Nattages
- Parves
- Peyrieu
- Pollieu
- Prémeyzel
- Saint-Bois
- Saint-Champ
- Saint-Germain-les-Paroisses
- Virignin

Dal 2015 i comuni appartenenti al cantone sono i seguenti 37, ridottisi poi ai seguenti 35 dal 1º gennaio 2016 per la fusione dei comuni di Arbignieu e Saint-Bois nel nuovo comune di Arboys-en-Bugey e di Parves e Nattages nel nuovo comune di Parves-et-Nattages:
- Ambléon
- Andert-et-Condon
- Arboys-en-Bugey
- Belley
- Brégnier-Cordon
- Brens
- La Burbanche
- Ceyzérieu
- Chazey-Bons
- Cheignieu-la-Balme
- Colomieu
- Contrevoz
- Conzieu
- Cressin-Rochefort
- Cuzieu
- Flaxieu
- Groslée-Saint-Benoît
- Izieu
- Lavours
- Magnieu
- Marignieu
- Massignieu-de-Rives
- Murs-et-Gélignieux
- Parves-et-Nattages
- Peyrieu
- Pollieu
- Prémeyzel
- Pugieu
- Rossillon
- Saint-Champ
- Saint-Germain-les-Paroisses
- Saint-Martin-de-Bavel
- Virieu-le-Grand
- Virignin
- Vongnes